# Heinrich Schlingmann
Heinrich Schlingmann (* 18. Februar 1948 in Teterow) ist ein ehemaliger deutscher Politiker (DBD, CDU). Er war Abgeordneter des Landtages von Mecklenburg-Vorpommern.

## Leben
Heinrich Schlingmann besuchte die allgemeinbildende Oberschule und absolvierte von 1964 bis 1967 eine Berufsausbildung mit Abitur. Von 1967 bis 1971 studierte er an der Universität Rostock und schloss sein Studium als Diplomagraringenieur ab. Von 1974 bis 1976 leistete er seinen Grundwehrdienst bei der NVA. 1982 wurde er Tierzuchtleiter. 1990 wurde er promoviert.
Später leitete er die Agrargenossenschaft Roggenhagen.
Schlingmann ist katholisch, verheiratet und hat zwei Kinder.

## Politik
1971 trat er in die Demokratische Bauernpartei Deutschlands (DBD) ein. Mit der Fusion der Parteien wurde er 1990 Mitglied der CDU. Bei der Landtagswahl in Mecklenburg-Vorpommern 1990 wurde er mit 41,9 % der Stimmen als Direktkandidat im Wahlkreis 28 (Neubrandenburg, Land – Neubrandenburg II) in den Landtag Mecklenburg-Vorpommern gewählt. Am 31. Mai 1991 schied er aus dem Landtag aus. Für ihn rückte Christoph Brandt nach.